# Ombilic
Ombilicul (termen popular buricul) este cicatricea care rămâne după ruperea cordonului ombilical al nou-născutului. Se prezintă sub forma unei cavități în zona mediană a abdomenului.

## Structură

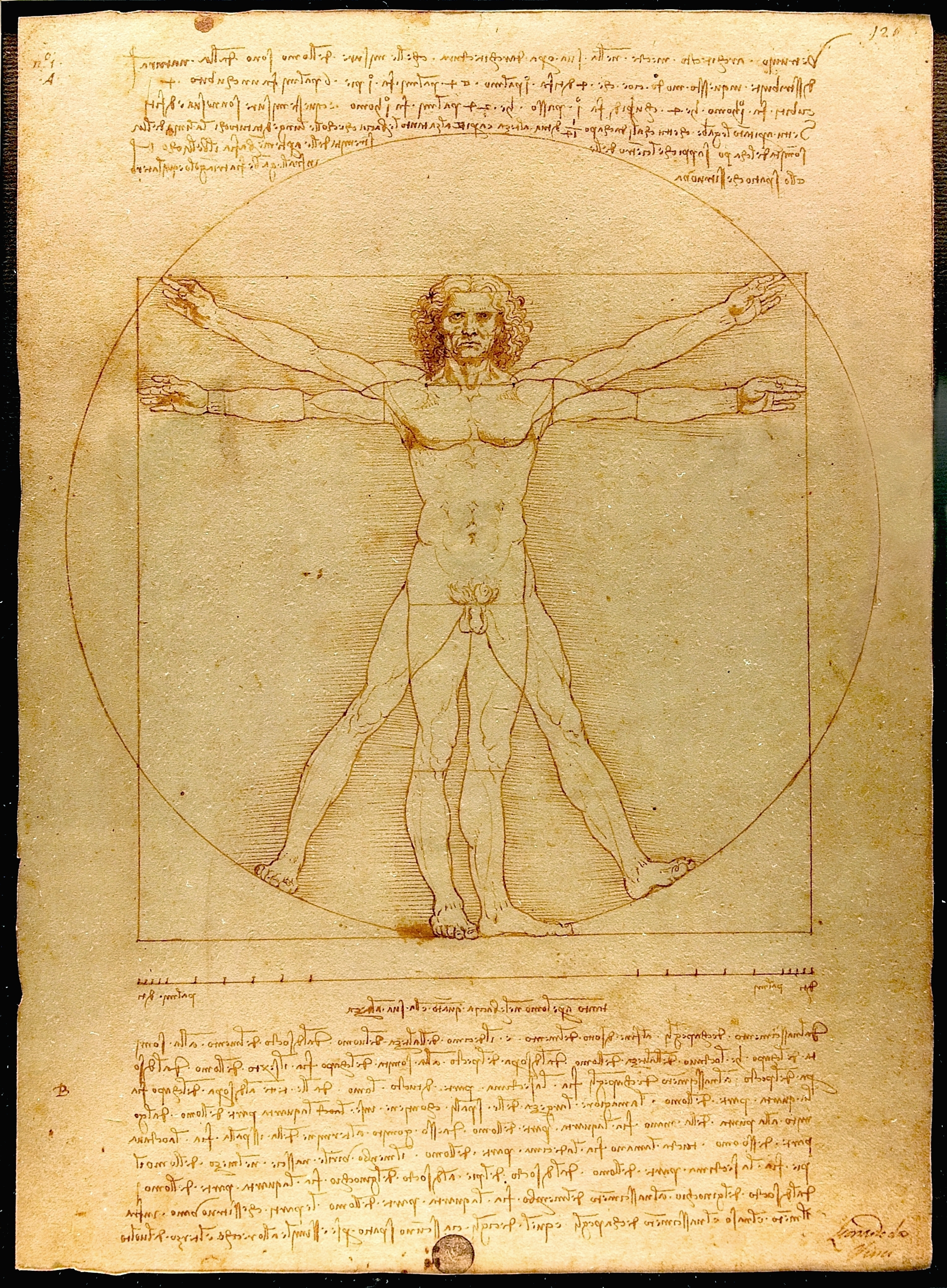
Ombilicul este centrul cercului din desenul Omul Vitruvian de Leonardo da Vinci

Ombilicul este folosit pentru a separa vizual abdomenul în cadrane.
Ombilicul este o cicatrice proeminentă pe abdomen, poziția sa fiind relativ consistentă între oameni. Pielea din jurul taliei la nivelul ombilicului este furnizată de cel de-al zecelea nerv spinal (T10 dermatome). În mod obișnuit, ombilicul se află la un nivel vertical corespunzător joncțiunii dintre vertebrele L3 și L4, cu o variație normală în rândul oamenilor între vertebrele L3 și L5.
Părți ale buricului adulților includ "rămășița cordonului ombilical" sau "vârful ombilical", care este cicatricea lăsată de detașarea cordonului ombilical. Acesta este situat în centrul ombilicului, uneori descris ca buton. Atașat în jurul rămășiței cordului ombilical, este "gulerul ombilical", format din inelul ombilical dens fibros. Înconjurată de aceasta este pielea periumbilica. Direct în spatele buricului este un cordon fibros gros format din cordonul ombilical, numit urachus, care provine din vezică.

### Forme de ombilic
Ombilicul este unic pentru fiecare individ datorită faptului că este o cicatrice, iar diferite forme generale au fost clasificate de medicii practicieni.

- Oval, cu axa mare verticală (formă compusă din trei variante; capișon superior, glugă inferioară, fără glugă).
- Convex și proeminent.

- Rotund (formă complet circulară).

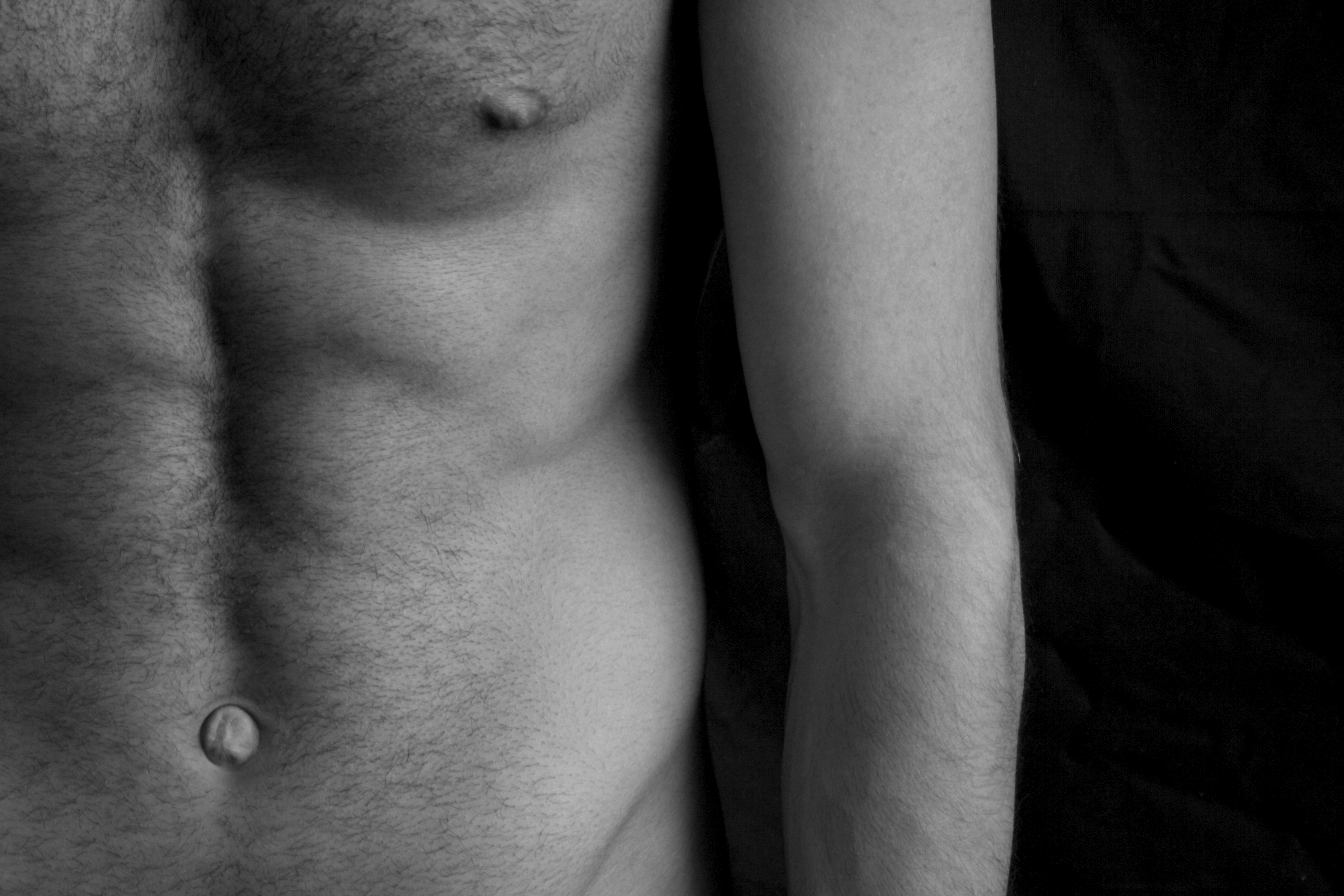
Una dintre numeroasele variante de ombilic convex și proeminent

- Deformat (orice ombilic care nu se încadrează bine în niciuna dintre celelalte forme).
- În forma literei „T” (ombilic de forma  literei  T,  poate avea acoperire superioară de diferite proporții).

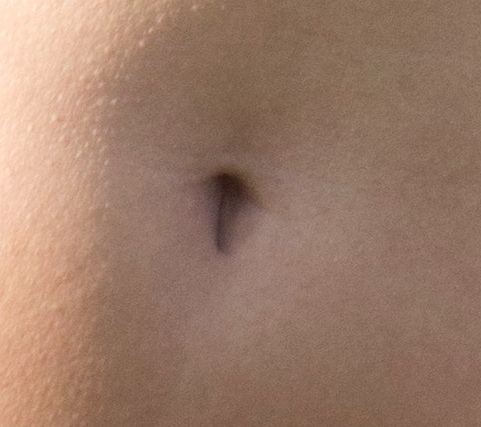
Ombilic de forma literei T

- Orizontal (ombilicul este cel mai puțin vizibil din cauza  liniilor naturale ale mușchilor abdominali).

## Din punct de vedere medical
După cinci sau șase zile de la naștere, cordonul ombilical se usucă și apoi se desprinde lăsând în urmă o ușoară cicatrice ceea ce constituie buricul propriu-zis. În aceste zile și în cele premergătoare formării ombilicului este necesară o grijă deosebită pentru a evita infectarea acestei părți a corpului și formarea herniei ombilicale.
Buricul este folosit ca o cale de acces în realizarea laparoscopiilor. De asemenea după naștere este folositor a se verifica cordonul ombilical datorită faptului că acesta este traversat de două artere și o venă, iar lipsa uneia dintre artere sau alte malformații ar putea indica o anomalie a nou născutului.

## Cultură
De-a lungul vremii au existat multe controverse asupra faptului dacă Adam și Eva aveau sau nu buric.
În societatea occidentală a fost un tabu afișarea în public a buricului, acesta fiind considerat o zonă de stimulare erotică. În zilele noastre afișarea în public a buricului este la modă printre membrii tinerei generații, buricul putând fi împodobit cu piercing-uri.
În Evul Mediu părinții se îngrijeau de frumoasa dezvoltare a buricului, pentru asta se băga o bucată de plumb în cavitatea recent formată după căderea cordonului ombilical și se înfășura pentru ca astfel buricul să devină adânc și bine conturat. În zilele noastre bucata de plumb este înlocuită cu bucăți de vată. De asemenea în acea epocă era considerat ca sediul desfrânării femeiești.
Un trib de băștinași australieni (Anmatyerre) credeau că muris-ii (germeni de copii) așteptau ascunși după pietre sau copaci să intre în femei prin buric, pentru ca acestea să rămână însărcinate.